# Sum-Sim (50m)
Sum-Sim (50), utskrivet Svenska ungdomsmästerskapet i simning (långbana, 50 meter bassäng utomhus) är en av Sveriges större tävlingar i simning för ungdomar upp till 17 års ålder. 
För att få deltaga i Sum-Sim (50m) måste man uppfylla kvaltider uppsatta av Svenska Simförbundet.
Sum-Sim (50m) simmas under 4 dagar som ett seniormästerskap med försök och final i alla grenar utom lagkapper och 800fr/1500fr

## Åldersklasser och distanser
- 14 år och yngre: 100m och 400m frisim, 100m ryggsim, 100m bröstsim, 100m fjärilsim, 200m medley.
- 15 år: 100m och 400m frisim, 100m ryggsim, 100m bröstsim, 100m fjärilsim, 200m medley.
- 15 år och yngre: 200m, 800m och 1500m frisim, 200m ryggsim, 200m bröstsim, 200m fjärilsim, 400m medley.
- 16-17 år: 100m, 200m, 400m, 800m och 1500m frisim, 100m och 200m ryggsim, 100m och 200m bröstsim, 100m och 200m fjärilsim, 200m och 400m medley.
- Lag 15 år och yngre: 4x100m, 4x200 frisim och 4x100m medley.
- Lag 16-17 år: 4x100m, 4x200 frisim och 4x100m medley.

## Arrangörsorter (urval)
- 1997 - Åhus
- 2000 - Malmö
- 2001 - Trollhättan
- 2002 - Linköping
- 2003 - Malmö
- 2004 - Köping[särskiljning behövs]
- 2005 - Halmstad
- 2006 - Stockholm
- 2007 - Malmö
- 2008 - Varberg
- 2009 - Malmö
- 2010 - Köping[särskiljning behövs]
- 2011 - Falun
- 2012 - Borås
- 2013 - Landskrona
- 2014 - Malmö
- 2015 - Trollhättan
- 2016 - Linköping
- 2017 - Malmö
- 2018 - Malmö